# Jan III van Auschwitz
Jan III van Auschwitz (circa 1366 - 19 augustus 1405) was van 1376 tot 1405 hertog van Auschwitz. Hij behoorde tot de Silezische tak van het huis Piasten.

## Levensloop
Jan III was de enige zoon van hertog Jan II van Auschwitz en diens echtgenote Hedwig, dochter van hertog Lodewijk I van Brieg. Aanvankelijk werd door historici aangenomen dat Jan III en zijn vader Jan II dezelfde persoon waren, maar later ontdekte bronnen bevestigden het bestaan van Jan III.
Misschien was hij net als grootvader Jan I Scholasticus oorspronkelijk bestemd voor een kerkelijke loopbaan. Dit wordt vermoed omdat zijn vader Jan II in 1372 een akkoord had gesloten met hertog Przemysław I Noszak van Teschen, waarbij die de erfenis van Auschwitz verzekerd kreeg. 
In 1376 volgde hij zijn vader op als hertog van Auschwitz. Omdat hij nog minderjarig was, werd het regentschap van Auschwitz opgenomen door Przemysław I Noszak. Hoewel Auschwitz onderworpen was aan het hertogdom Teschen, probeerde Jan III een onafhankelijke politiek te voeren. In 1394 huwde hij met Hedwig (overleden na 1400), dochter van grootvorst Algirdas van Litouwen en zus van de Poolse koning Wladislaus II Jagiello. Hierdoor kon Jan de relaties tussen Polen en zijn verwante Wladislaus II van Opole helpen verbeteren. 
In 1397 ondertekende Jan III samen met de andere Silezische hertogen en de bisschop van Breslau in Liegnitz een akkoord met de Poolse koning om de gezamenlijke strijd tegen roverij te garanderen. In 1399 probeerde hij het conflict tussen de Poolse koning Wladislaus II Jagiello en hertog Jan Kropidło van Opole te sussen. In de binnenlandse politiek stimuleerde hij de ontwikkeling van de steden en de kerk. 
Jan III stierf in 1405, waarna hij werd bijgezet in het Dominicanenklooster van Auschwitz. Omdat hij geen wettige nakomelingen had, werd Auschwitz geannexeerd door het hertogdom Teschen.